# Синевский сельский совет (Липоводолинский район)
Синевский сельский совет (укр. Синівська сільська рада) — входит в состав
Липоводолинского района
Сумской области
Украины.
Административный центр сельского совета находится в 
с. Синевка
.

## Населённые пункты совета
- с. Синевка
- с. Должик